# Principi del tercer exclòs
El  principi del tercer exclòs o nefast, proposat i formalitzat per Aristòtil, enunciat en llatí  principium tertium exclusum (o també conegut com a  tertium non datur  o  una tercera (cosa) no es dona ), és un principi clàssic de la filosofia i de la lògica segons el qual la disjunció d'una proposició i la seva negació és sempre vertadera. Per exemple, és veritat que "és de dia o no és de dia", i que "el Sol està cremant o no està cremant". El principi del tercer exclòs freqüentment es confon amb el principi d'ambivalència, segons el qual tota proposició o bé és vertadera o bé és falsa. El principi del tercer exclòs és, juntament amb el principi de no contradicció i el principi d'identitat, una de les lleis clàssiques del pensament.
En la lògica proposicional, el principi del tercer exclòs s'expressa:
{\displaystyle (A\lor \neg A)}
on  A  no és una fórmula del llenguatge, sinó una metavariable que representa  qualsevol  fórmula del llenguatge.
En la lògica aristotèlica, es distingeix entre judicis contradictoris i judicis contraris. Donats dos judicis contradictoris, no pot donar-se un judici intermedi, però sí, en canvi, entre dos judicis contraris. Per exemple, si s'afirma "Joan és bo" i "aquesta proposició és vertadera", llavors els judicis contradictoris són "Joan no és bo" i "aquesta proposició no és vertadera", i no hi ha possibilitat d'un judici intermedi. Però en canvi, els judicis contraris són  Joan és dolent  i  aquesta proposició és falsa , i llavors sí que hi ha la possibilitat d'altres judicis intermedis.
Segons Stuart Mill, la frase "abracadabra és una segona intenció" no és ni vertadera ni falsa, sinó que no té sentit.
La negació del principi del tercer exclòs d'un sistema lògic dona lloc a les anomenades lògiques polivalents.